# Ivan Krapić
Ivan Krapić (Fiume, 1989. február 14. –) horvát válogatott vízilabdázó, a Primorje Rijeka játékosa center poszton.

## Sportpályafutása
A Primorje Rijeka együttesében kezdett vízilabdázni, melynek a mai napig is tagja. A nemzeti válogatottban 2013-ban, a Mersinben rendezett Mediterrán játékokon mutatkozott be, ahol horvát színekben aranyérmet nyert.

## Nemzetközi eredményei
- Mediterrán játékok aranyérem (Mersin, 2013)